# プラボウォ・スビアント
プラボウォ・スビアント・ジョヨハディクスモ（インドネシア語: Prabowo Subianto Djojohadikoesoemo、1951年10月7日 - ）は、インドネシアの政治家、軍人。同国第8代大統領（在任: 2024年10月20日）。インドネシア国軍では中将を務め、スハルトを義父に持つ。2014年インドネシア大統領選挙と2019年インドネシア大統領選挙にも出馬したが、接戦の末にジョコ・ウィドドに敗れ、2019年10月23日から2024年10月20日までインドネシアの国防大臣を務めた。

## 経歴

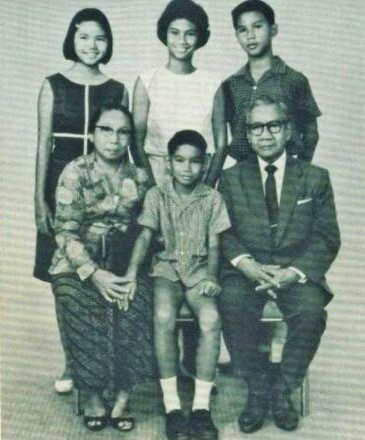
1963年、12歳の時、家族との写真

### 誕生から軍人時代
1951年10月7日にジャカルタに誕生する。経済学者でありスカルノ及びスハルト政権で産業貿易大臣や国務大臣などを歴任したスミトロ・ジョヨハディクスモを父とし、その父はインドネシア国立銀行の初代総裁のマルゴノ・ジョヨハディクスモという、インドネシア屈指の名家の出身である。父が商業大臣を務めていた1970年に、インドネシア国軍士官学校に入学した。スシロ・バンバン・ユドヨノと同期であったが、ユドヨノより1年遅れで1974年に卒業した。
卒業後はインドネシア陸軍に入隊し、1976年には特殊部隊コパススの小隊長として東ティモール併合作戦に参加し、東ティモール独立革命戦線の武力弾圧を指揮している。1978年にプラボウォの小隊が独立革命戦線最高指導者のニコラウ・ロバトを射殺したことにより、軍事的な制圧は一気に進展した。1983年にスハルトの次女であるシティ・ヘディアティと結婚し、スハルト・ファミリーの一員となると、政治的な影響力を持つようになった。1992年には、陸軍戦略予備軍の空挺部隊長として指揮を取り、東ティモール民族解放軍司令官のシャナナ・グスマンを反逆罪で捕え、軍内部での評価が高まった。

### 昇進とスハルト政権崩壊

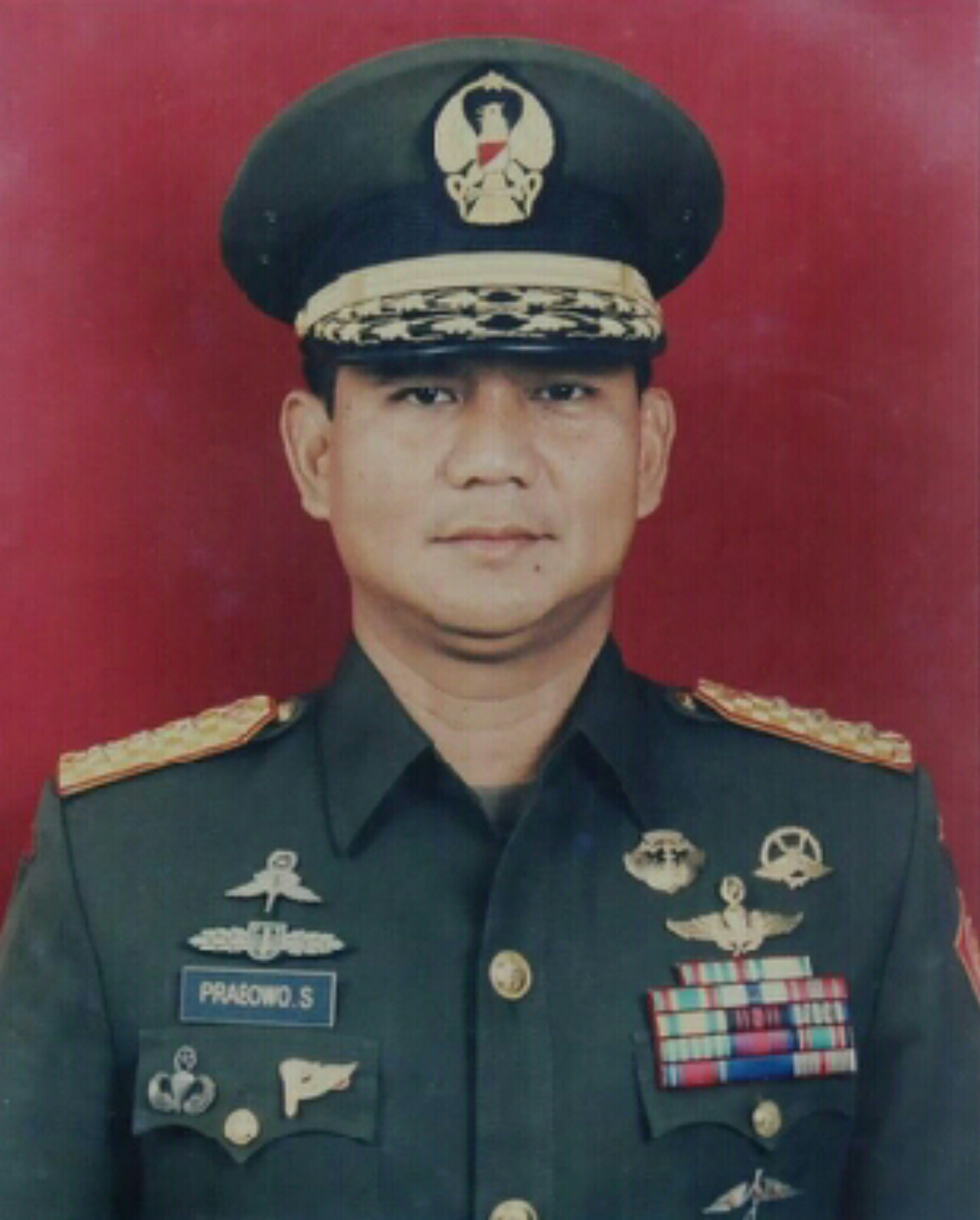
インドネシア国軍・中将時代のプラボウォ

一方、国軍司令官のベニー・ムルダニがスハルトの汚職を批判した事などをきっかけに、1990年代に入るとスハルトは国軍からムルダニの影響を一掃しようとした。この際、スハルトは家族の一員として信頼するプラボウォにムルダニ派の粛清を任せ、異例の早さでプラボウォの昇進を進めた。1994年に陸軍特殊部隊の副司令官、翌1995年には同司令官、1996年には同ポストを少将格に格上げして昇進させ、さらに同年内に陸軍戦略予備軍司令官として中将に任命されている。
この昇進の中でプラボウォは側近たちを要職に就け、陸軍特殊部隊と戦略予備軍という国軍内で最強の2部隊の司令官を初めて両方歴任したことに加えてスハルトの後ろ盾を得たことで、軍内を掌握した。一方、露骨な自派閥の優遇人事には対する不満も蓄積していったという。対立するウィラントらの派閥に対して優位に立つためプラボウォはユスフ・ハビビとの連携を深め、ハビビが会長を務めるインドネシア・ムスリム知識人協会の支援を受けながら、軍内での影響力を拡大した。
また、スハルトを批判する活動に対しては軍内で私的に運営する特殊部隊（通称：ニンジャ）による扇動や暗殺などを用いて封じ込めを行っていた。1996年には野党・インドネシア民主党の内部クーデターを工作し、党首のメガワティを解任させるとともにその支持者の街頭集会を武力弾圧している。翌1997年には、スハルトを批判するナフダトゥル・ウラマー総裁のアブドゥルラフマン・ワヒドを標的とし、同組織の拠点である東ジャワ州でウラマーの暗殺を重ねさせたとされる。
しかし1997年に発生したアジア通貨危機でインドネシアも社会情勢が不安定になり、スハルト退陣運動は全国各地で活発になった。これに対してプラボウォは少なくとも22人の主要な活動家を特殊部隊によって拉致・監禁し、そのうち13名は失踪したままとなっている（1997-1998年のインドネシア活動家誘拐事件）。また、政権崩壊直前のジャカルタ暴動についても、扇動を主導した疑いが持たれている。
1998年5月21日にスハルトが大統領を辞任すると、ハビビ政権下で軍の権力を掌握したウィラントらによって、それまでに特殊部隊で逸脱行為を働いた者が軍法会議にかけられ、プラボウォは同年8月に軍籍を剥奪された。なお、プラボウォはハビビが大統領に就任した場合には自身が国軍司令官に就任する密約があったと主張している。

### 経済界・政界への進出
軍籍を剥奪された後はヨルダンに移住して市民権を取得し、3年間にわたり事実上の亡命生活を送っていた。この間、実弟であるハシム・ジョヨハディクスモのカザフスタンでの石油ビジネスに協力している。2002年にヌサンタラ・エネルギーグループを設立し、木材や製紙業、パーム油、鉱山などの事業を手がけ、2014年の時点で総資産が1億4,800万ドルにも上っている。
2004年インドネシア大統領選挙ではゴルカルの候補者を決める党大会に立候補し、アメリカ合衆国の選挙コンサルタントや広報アドバイザーと契約して、排外的なナショナリズムを訴えて「憂国の士」というイメージを打ち出した。この党大会で敗北したものの、政界からの抵抗が強くないことを確認し、弟のハシムと協力して大統領就任を目指して本格的な政界進出を決めたとされる。
大衆からの支持を集める事を目標とし、2004年にはインドネシア全国農民協会の会長、およびプンチャック・シラットのインドネシア全国連盟の会長に就任した。さらに、ハシムや旧友のファドリ・ゾンと共に2007年頃から政党の設立を構想し、2008年4月にグリンドラ党を立ち上げ、モハマッド・ハッタの取り組んだ協同組合を拡大し、ネオリベラリズムと闘うことを標榜した。この際、選挙に政党として参加するための要件となる全国の地方支部設立にあたっては、全国農民協会を動員している。
同党初の全国選挙となった2009年インドネシア国民議会選挙ではハシムが豊富なキャンペーン費用を投入し、「賢者ユドヨノ」や「国民の母メガワティ」というイメージに対し、「勇者プラボウォ」というイメージで大量のテレビCMを放送した。この戦略が功を奏し、グリンドラ党は4.6%の得票率を得て国会の第8党となった。
2009年インドネシア大統領選挙では、かつて弾圧したメガワティとペアを組み、プラボウォは副大統領候補として立候補した。この時、メガワティを擁する闘争民主党は大統領選出馬のために国会議席数の20%以上を有する政党連合を形成する必要があり、グリンドラ党を必要としていた。交渉の結果、同年はメガワティをプラボウォが支持し、次回の2014年インドネシア大統領選挙ではメガワティが支持に回るという約束が書面で交わされている。

### 最初の大統領選挙

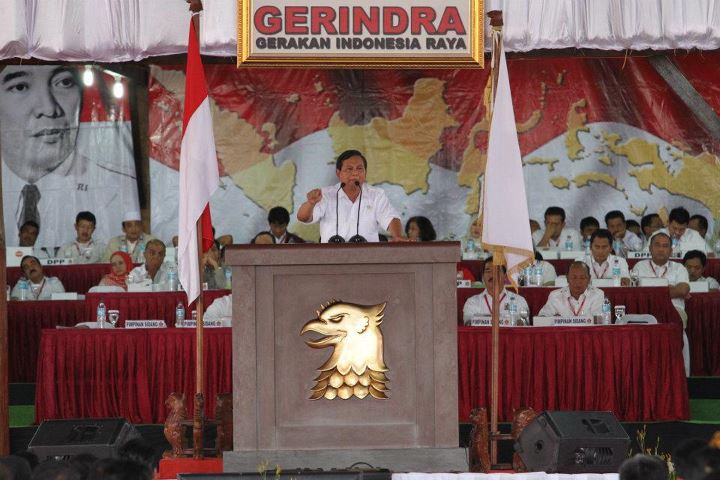
2012年3月17日、グリンドラ党から次期大統領候補として指名を受けるプラボウォ

2009年の大統領選挙ではユドヨノに敗北したが、再選して長期政権となったユドヨノの下では民主党党首のアナス・ウルバニングラムらが大型の収賄容疑で逮捕されるなど汚職が蔓延し、国民の反発が高まっていった。この点を突き、政権に参加していない事から清廉であり閉塞感を打破できる強い指導者、というイメージをプラボウォは訴えるようになり、2012年の調査では次期大統領候補の調査で1位となる現象が見られた。
プラボウォ陣営は大統領選挙に向けて自信を持ち、有権者にプラボウォをPRする機会として2012年のジャカルタ特別州知事選挙に注目した。ユドヨノの支持する現職に対抗してジョコ・ウィドドを擁立した闘争民主党に対し、副知事候補をバスキ・プルナマとする事を条件に選挙費用の全面負担をプラボウォが提案した。庶民派の若手リーダーであるウィドドと手を取り合う自身のイメージをジャカルタ市民にアピールするとともに、華人かつキリスト教徒であるブルマナを支持する事で軍人時代に暴力的なイスラム組織の動員を扇動してマイノリティーを迫害していたマイナスイメージを払拭する事を狙ったとされる。
ハシムによる大量の資金提供もあってウィドドらは当選したが、知事として行政改革を進める中でその知名度と支持率は急激に上昇し、2013年3月の世論調査では、初めて大統領候補として名前の挙がったウィドドが10%の支持を集めてプラボウォの8%を抜いて1位になっている。プラボウォ陣営はこの誤算に脅威を感じ、知事として5年間の任期を全うするようウィドドを牽制しつつ、メガワティには前回選挙の約束通りに支持をするよう要求を伝えた。
2014年インドネシア議会選挙でグリンドラ党は11.8%の得票率を得て、第3党に躍進した。選挙翌月の5月の世論調査では、ウィドドと大統領選挙で対決した場合のプラボウォの支持率は36%と前年の20%から大きな上昇を示し、少なくとも接戦に持ち込める事が予想された。同年、プラボウォは副大統領候補にハッタ・ラジャサを指名し、グリンドラ党および国民信託党、開発統一党、ゴルカル、福祉正義党の支持を受けて大統領候補に擁立された。
プラボウォ陣営は当選時の大臣ポストを各党に約束し、傘下のテレビ局5局や各党の州知事・県知事を利用して積極的な宣伝を行った。「英雄のように闘う男」というイメージを重視し、馬に乗りインドネシアの復興を訴え、「インドネシアは外国に搾取されており、毎年1千兆ルピアが流出しており、これを自分が取り戻す」など特に先進国を敵視するナショナリズム的な発言を繰り返した。また、ウィドド陣営に対しては「ジョコウィは偽ムスリム」「ジョコウィはイスラエルの手先」「ジョコウィは共産主義者」などの誹謗を行い、SNSやタブロイド紙でこれらの噂を広めた。選挙戦で過去の人権問題は追及されず、これはメガワティの支持を受けたウィドドが、前回の大統領選挙でプラボウォを副大統領候補に指名したメガワティの責任問題となることを避けたためとされる。
2014年6月末の世論調査では、プラボウォとウィドドの支持率の差はほぼ統計誤差の範囲内になり、当選の可能性は高まっていた。しかし、7月9日に行われた投票の結果、ウィドドとプラボウォの得票率はそれぞれ53%と47%、得票数は約7,000万票と6,200万票となり、敗北した。7月に入って100万人以上のボランティアを動員したウィドド陣営の追い込みなどが影響したと見られる。
2019年4月の大統領選挙でもウィドドに負けるも新内閣では国防相に抜擢された。

### 国防相
2019年12月に中国の漁船が中国海警局の警備艇を伴ってナトゥナ諸島沖でインドネシアの排他的経済水域（EEZ）で操業を始めた際はプラボウォは慎重な対応に徹して中国を「友好国」と呼び、ネチズンから「弱腰」と批判された。その後、この地域に追加の海軍艦艇の配備を命じることとなった。ナトゥナ諸島での対応は物議を醸したにもかかわらず、2020年1月の世論調査ではプラボウォがウィドドの内閣で最も人気のある閣僚であることを示した。
2020年10月、アメリカ合衆国への渡航禁止処分が解除され、マーク・エスパー国防長官に招待されたため、20年ぶりに訪米した。アムネスティ・インターナショナルなどの人権団体は、ドナルド・トランプ政権に入国を中止させるよう求めていた。これに先立ち、プラボウォは2019年12月に中国を訪問していた。

### 3度目の大統領選挙
2023年10月25日に翌年2月の大統領選挙への立候補を届け出た。副大統領候補はジョコ大統領の長男でスラカルタ市長のギブラン・ラカブミン・ラカで、両者が所属する闘争民主党は中部ジャワ州前知事のガンジャル・プラノウオを擁立しており、分裂選挙となることが確実となった。2024年2月14日に執行された2024年インドネシア大統領選挙では初期集計の段階で過半数を得る見通しとなり、早々に勝利宣言を行った。同年3月20日に選挙管理委員会が最終結果を発表し、得票率59％でプラボウォが当選したことを発表した。10月就任予定。尚、副大統領となる36歳のギブランは、副大統領候補として出馬できる要件である40歳以上に達していなかったにもかかわらず、父親であるジョコ大統領の妹婿であるアンワルが長官を務める憲法裁判所は裁判官9人中、4人が反対意見が出た中、立候補は可能だと容認しての出馬で、批判を受けている。

### インドネシア大統領
2024年10月20日、インドネシア共和国第8代大統領として就任。スビアントの大統領就任後もジョコ・ウィドド前大統領の影響力は維持されるものと見られた。同年11月9日、大統領就任後の初外遊先の中国で、習近平国家主席と会談した。
2025年1月6日、インドネシアのBRICS加盟を拒否していたジョコ・ウィドド前大統領の方針を撤回し、新たにBRICSの正式加盟国になることを決定した。同年6月、第51回先進国首脳会議に招待されたが欠席し、同時期にシンガポールとロシアを訪問した。
2025年7月6日、ブラジルで行われた第17回BRICS首脳会議に出席し、BRICSがグローバルサウス諸国に対する広範な経済協力の原動力となることを提案した。

## 人物
- 短気で怒りやすく感情のコントロールを苦手とし、佐官以上の昇進に必要な精神面のテストで毎回不合格となったが、スハルトの命令で不問とされていた、と言われる[6]。
- 妻のシティ・ヘディアティとの間に生まれた息子のDidit Hediprasetyoはデザイナーとなった。
- 軍人時代の人権侵害の容疑については、「国家の命令でテロの容疑者を拘束しただけであり、反政府活動家を拉致した訳ではない」と主張している[14]。また、インドネシアにおける民主主義は同国の文化に根差していない「西洋の産物」であり、修正が必要だと述べている[15]。具体的には、知事や市長、そして大統領の直接選挙を廃止すべきと考えている、とみられる[15]。
- インドネシアでは特に2006年頃から宗教的マイノリティーに対する迫害が深刻な問題になっており、2014年インドネシア大統領選挙ではこれらの集団が相対的に世俗的な闘争民主党やウィドドの支持に回った[34]。これに反発するイスラム教のムハマディヤおよびナフダトゥル・ウラマーという2大団体から、プラボウォは支持を受けている[34]。また、暴力に寛容な姿勢などから、パンチャシラ青年団（英語版）やイスラム防衛戦線（英語版）、ブタウィ統一フォーラムなどからも支持を集めた[17]。
- 猫を4匹飼っている。最初の猫のボビー・ケルタネガラ（Bobby Kertanegara）は元野良猫で、2017年に引き取った。ボビーのInstagramアカウントには65万人超のフォロワーがいる（2024年10月現在）。他の3匹のミカ（Mika）・ミキ（Miki）・ミコ（Miko）は2021年に引き取った。[35]